# Schuimkoppenrace
De Schuimkoppenrace is een jaarlijkse race tussen maximaal 20 traditionele zeilschepen op het Ketelmeer en IJsselmeer. De eerste race werd in 2004 gevaren vanuit Kampen. Sindsdien keert de race jaarlijks terug en dient deze als warmloper voor het vaarseizoen van de deelnemende charterschepen.
De race wordt ieder jaar gevaren in het laatste weekend van maart. Op de zaterdag wordt de race begonnen met een zeilstart. De schepen varen zo snel mogelijk naar Urk, waar een vaatje haring wordt opgehaald. Na een korte stop varen alle schepen weer terug naar Kampen.
Op de tweede dag wordt na een ankerstart het Eilandoog gerond (dat kan meerdere malen zijn, maar dat wordt 's ochtends tijdens het palaver bekendgemaakt omdat het weersafhankelijk is).
Tijdens de race wordt er tijdsaftrek toegekend voor het schip dat de snelste zeilzettijd realiseert. Daarnaast kan ook de snelste man-over-boord-manoeuvre tijdwinst opleveren.
Op zondagmiddag wordt na de race een prijsuitreiking gehouden. Het winnende schip ontvangt de Schuimkoptrofee. Deze trofee wordt ieder jaar door een Kamper kunstenaar gemaakt.
Sinds 2008 telt de Schuimkoppenrace ook mee in het puntentotaal voor de IJsselmeerbokaal.